# Blastobasis subolivacea
Blastobasis subolivacea é uma espécie de mariposa do gênero Blastobasis pertencente à família Coleophoridae.